# Berezivka, Koreț
Berezivka (în ucraineană Березівка) este un sat în comuna Ivanivka din raionul Koreț, regiunea Rivne, Ucraina.

## Demografie
Componența lingvistică a localității Berezivka
     Ucraineană (98,48%)
     Alte limbi (1,52%)
Conform recensământului din 2001, majoritatea populației localității Berezivka era vorbitoare de ucraineană (98,48%), existând în minoritate și vorbitori de alte limbi.